# Alaska Measure 2 (2014)
Alaska Measure 2 var den andra folkomröstning 2014 i Alaska rörande lagligt innehav av cannabis. Den första var Alaska Measure 2 (1990).
Campaign to Regulate Marijuana like Alcohol förespråkade ett ja till legalisering av cannabis för privat bruk.
På nejsidan återfanns Big Marijuana - Big Mistake. Vote No on 2.
| Alternativ | Röster  | %    |
| ---------- | ------- | ---- |
| Ja         | 127 639 | 52,3 |
| Nej        | 116 248 | 47,7 |